# Con la música en la radio
«Con la música en la radio» es un sencillo lanzado el 25 de septiembre de 2009 por la cantante italiana Laura Pausini. La canción es el primer sencillo extraído del "Laura Live Gira Mundial 09", su tercer CD + DVD en vivo lanzado en noviembre del 2009. 
Esta canción es uno de los tres temas inéditos disponibles en el álbum, junto con "Non sono lei" (otro tema de estudio) y "Casomai" (interpretada en vivo durante una prueba de sonido para un concierto en São Paulo, Brasil). 
La versión italiana alcanzó la posición n.º 1 en Italia y en radiodifusión en Italia logró alcanzar la posición n.º 14, posteriormente fue certificado Disco de oro por ventas superiores a 15 000.

## Antecedentes
La letra fue coescrita por Laura Pausini con su colaborador desde hace mucho tiempo Cheope. La melodía fue compuesta por Daniel Vuletic y Dado Parisini, y también Parisini hizo los arreglos.
"Es la primera vez que no canto canciones personales", afirmó la cantante italiana en una entrevista. "Mi nuevas canciones no son tan autobiográficas, a diferencia de la mayoría de mis canciones". Específicamente hablando de "Con la música en la radio", Pausini dijo: "Es una canción muy alegre y feliz".

## Vídeo musical
El vídeo musical de "Con la música en la radio" fue dirigido por Gaetano Morbioli, y fue grabado en Nueva York, EE. UU.. El ambiente del vídeo fue influenciado por la ciudad de Nueva York de los años 80. 
El vídeo fue lanzado primero en el sitio web italiano Deejay.it, donde estaba disponible en alta definición.

## Listado de canciones
Descarga digital
1. Con la musica alla radio (Versión en italiano)
2. Con la música en la radio (Versión en español)

## Posicionamiento mundial
| Lista (2009)                              | Mejor posición |
| ----------------------------------------- | -------------- |
| Argentina                                 | 95             |
| Chile                                     | 11             |
| Italia                                    | 1              |
| Italia radiodifusión                      | 14             |
| Europa Top 200                            | 59             |
| Radiodifusión Suiza (Schweizer Hitparade) | 20             |

## Certificaciones
| País   | Organismo certificador | Certificación | Simbolización | Ref.  |
| ------ | ---------------------- | ------------- | ------------- | ----- |
| Italia | FIMI                   | Oro           |               | [ 9 ] |